# Parc national d'Odzala-Kokoua

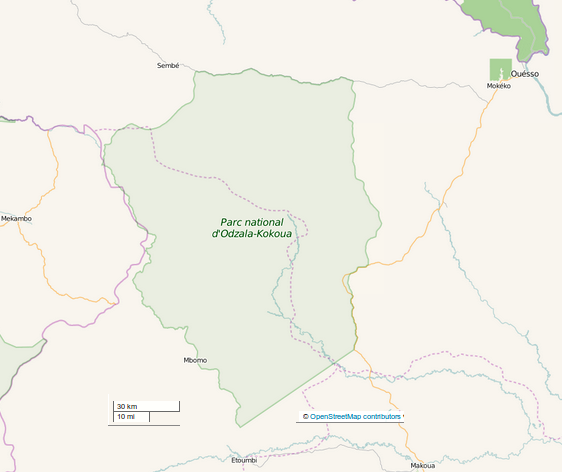
Limites du parc, avec la ville de Ouesso au nord-ouest

Le Parc National d'Odzala-Kokoua (PNOK) est un parc national d'une surface de 13 546 km2, situé dans le nord-ouest de la  république du Congo, à cheval sur les départements de la Cuvette-Ouest et de la Sangha.
Le parc national a été créé en 1935 avec une surface initiale de 1 266 km2 et a été agrandi par décret présidentiel n° 2001-221 du 10 mai 2001. Ainsi, sa  superficie  est  passée  de  190 000 ha  à 1 354 600 ha, en incluant l’ancienne réserve de faune  de la Lékoli Pandaka et l’ancien domaine de chasse de Mboko.
Le parc est une réserve de biosphère de l'Unesco reconnue depuis 1977. Il est également inscrit sur la liste ; indicative au patrimoine mondial de l'Unesco en 2008, puis sur la liste du patrimoine mondial en 2023. C'est également un site Ramsar depuis le 18 septembre 2012.
Avec la réserve de faune du Dja (Cameroun) et le parc national de Minkébé (Gabon), le parc national d'Odzala-Kokoua fait partie de la zone TRIDOM (TRInationale du Dja, Odzala et Minkébé) du Fonds mondial pour la nature (WWF), qui est important pour la protection des forêts denses africaines du bassin du Congo.

## Galerie

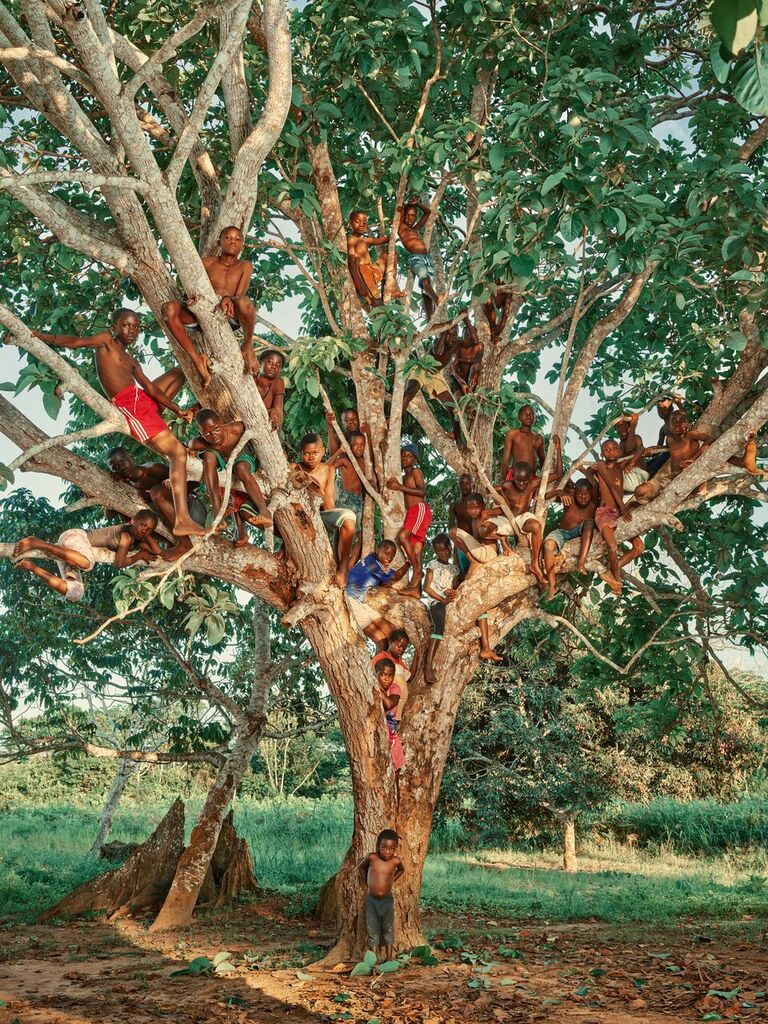
Habitants d'un hameau du parc national, posant dans un arbre pour une photo du livre Congo Tales (2018)
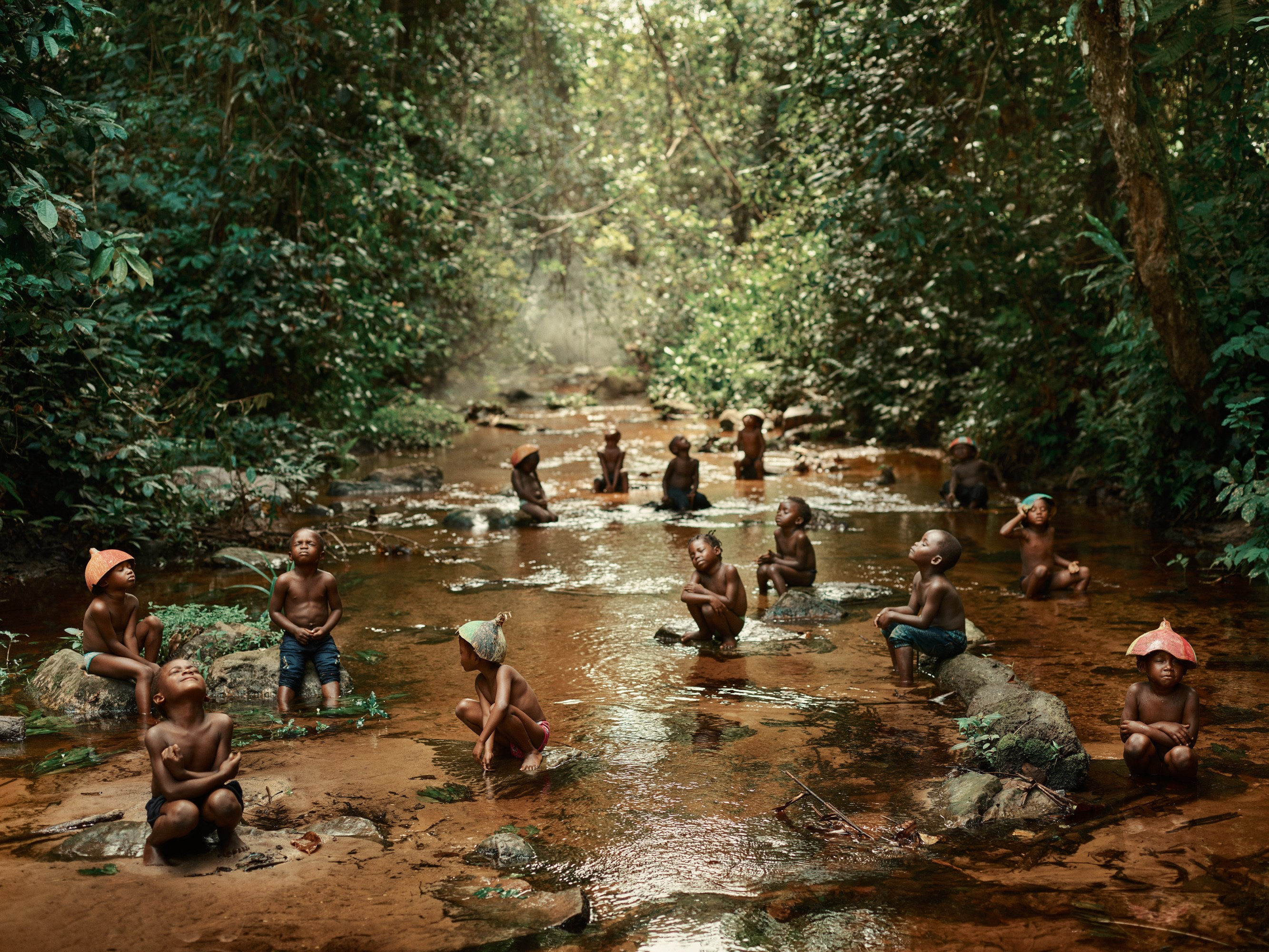
Enfants du parc national, mis en scène dans un ruisseau pour le livre Congo Tales (2018)